# 楊粹
楊粹（1907年1月28日—1984年1月13日），字翊勳。湖南省邵陽縣親睦鄉羅浮山麓人。民國37年（1948年）在農業中區遞補當選第一屆立法委員。

## 生平[1][2]
中國國民黨湖南省黨校畢業，中訓團黨政班第十六期、革命實踐研究院第二十一期結業。曾任邵陽縣貧民工廠廠長、邵陽農會理事長、湖南省黨部秘書、湖南省湘鄉縣黨務指導委員、中央訓練委員會幹事、湖南省黨部執行委員兼社會處長兼組訓處長兼農民運動委員會主任委員、湖南省政府參議、湖南省社會處主任秘書、社會部專員、會同縣縣長。去台灣後，任私立世界新聞專科學校教授兼訓導主任，並遞補為立法委員。1984年1月13日逝世。著有《永不熄滅之民主燈塔》、《國父平均地權申論》、《聯俄容共與反共抗俄民權行使問題》、《三民主義正解研讀》、《三民主義叢稿》等書。